# Tatort: Borowski und das Haus der Geister
Borowski und das Haus der Geister ist ein Fernsehfilm aus der Krimireihe Tatort. Der vom NDR produzierte Beitrag ist die 1065. Tatort-Episode und wurde am 2. September 2018 im Ersten zum ersten Mal ausgestrahlt. Der Kieler Kommissar Klaus Borowski ermittelt in seinem 32. Fall. Für seine neue Assistentin Mila Sahin (Almila Bagriacik) ist es der erste Fall.

## Handlung
Kommissar Klaus Borowski nimmt nach einem Brief seines Patenkindes Grete die Ermittlungen im Fall der vor vier Jahren verschwundenen Heike Voigt wieder auf. Sie war die Ehefrau seines Freundes Frank Voigt, der damals verdächtigt, aber aus Mangel an Beweisen freigesprochen wurde. Als Borowski zu Besuch kommt, freut sich Voigt zunächst über das Wiedersehen nach all den Jahren. Doch schon bald bemerkt er, dass Borowski ihn noch immer für den Täter zu halten scheint. Auch trügt die scheinbare Familienidylle. Sinja, die ältere Tochter Voigts, will Anna, die neue Frau an der Seite ihres Vaters, loswerden, da sie der Meinung ist, dass Anna ihren Vater immer mehr vereinnahme. Heimlich versuchen Sinja und ihr Freund Chris, Anna aus dem Haus zu vertreiben. Die wirren Spukaktionen der beiden bringen sie tatsächlich dem Wahnsinn und Selbstmord nahe. So bittet sie Borowski, noch zu bleiben, weil im Haus Dinge geschehen würden, die sie angeblich umbringen oder zumindest in den Wahnsinn treiben würden. Borowski verspricht, dem Spuk auf den Grund zu gehen und vermutet, dass Anna möglicherweise etwas über die Umstände des Verschwindens von Heike Voigt weiß und deshalb in den Selbstmord getrieben werden soll. Unerwartet wird Borowski von Chris angesprochen, weil er dem Kommissar ein Geheimnis anvertrauen will. Kurz darauf wird Chris tot im Wald gefunden. Die Spurensicherung kann eindeutig nachweisen, dass der junge Mann aus dem Fenster von Sinjas Zimmer gestürzt sein muss. Bei der im Zuge der Wahrheitsfindung erfolgten Hausdurchsuchung findet Borowski im Keller Utensilien und Gerätschaften, die Annas Spukerscheinungen erklären. 
Die Polizei geht nun davon aus, dass Frank Voigt wohl doch seine Frau umgebracht hat. Im Verhör auf dem Präsidium räumt er ein, Heike seinerzeit vom Boot geworfen zu haben, nachdem er sie im Streit erstochen hätte. Chris hätte davon durch Sinja erfahren und ihn erpresst. Doch Borowski hat Zweifel und befürchtet, dass Anna noch immer in Gefahr ist. Er fährt zusammen mit seiner neuen Assistentin Mila Sahin zu Voigts Anwesen und kommt gerade noch rechtzeitig, um Anna, die durch die ganzen Vorgänge psychisch angeschlagen ist, davor zu bewahren, sich doch noch umzubringen. Als Sinja von Borowski hören muss, dass ihr Vater die Schuld auf sich genommen hat, legt sie ein Geständnis ab. Sie hätte sich mit Chris gestritten, woraufhin er aus dem Fenster gestürzt sei. Auch ihre Mutter hätte sie im Affekt auf der Yacht mit einem Messer getötet, weil diese sie, wie so oft, wieder geschlagen hätte. Zusammen mit ihrem Vater hätte sie die Mutter im Meer beseitigt. Auch Anna hatte beim Vertuschen der Tat mitgeholfen, da sie schon damals Frank Voigts Freundin war.

## Dreharbeiten
Der Film wurde vom 27. Juni 2017 bis zum 25. Juli 2017 in Kiel, Strande (Kreis Rendsburg-Eckernförde) und Niendorf an der Stecknitz (Kreis Herzogtum Lauenburg) gedreht. In Niendorf fand auch am 11. August 2018 die Premiere auf dem Dorfplatz statt.

## Rezeption

### Veröffentlichung, Einschaltquote
Die Erstausstrahlung von Borowski und das Haus der Geister am 2. September 2018 wurde in Deutschland von 6,94 Millionen Zuschauern gesehen und erreichte einen Marktanteil von 21,4 Prozent für Das Erste.

### Kritiken
Christian Buß von Spiegel Online meinte: „Das Traurige an diesem ‚Tatort‘ ist, wie wenig seine Verantwortlichen dem Genre trauen, das sie selbst gewählt haben. Die Mystery-Stimmung, die sie in der Retro-Villa so altmodisch wie umständlich heraufbeschwören, wird sofort widerrufen.“
Spiegel.de kam zu dem Urteil: „Dieser ‚Tatort‘ ist absolut nichts für schwache Nerven. In ‚Borowski und das Haus der Geister‘ paart sich ein mysteriöser Fall mit einer düsteren Machart. Ein Film, der dank der gezeigten Bilder und der spannenden Story unter die Haut fährt.“
Sidney Schering von Quotenmeter.de schrieb: „Wiersch [versteht] es in diesem Film weitestgehend […], eine langsam schneidende, subtil-unheilvolle Spannungskurve zu kreieren. Und dank Elmar Fischers Regieführung fühlt sich auch die Umsetzung dieser Geschichte für weite Strecken wie aus der Zeit gefallen an – im positiven Sinne. Nach dem stylischen, leicht reißerischen Prolog, der mit bebender Musik und markanten Schnitten wie aus einem modernen Horrorfilm entliehen scheint, schaltet Fischer einige Gänge runter.“
Die Augsburger Allgemeine kritisierte: „Hauptkommissar Borowski scheint nicht wirklich in das Drehbuch von ‚Borowski und das Haus der Geister‘ zu passen, das eigentlich zu viele Anspielungen hat. Borowski, der sich bei den Tatort-Fans mit seiner mangelnden Sozialkompetenz beliebt gemacht hat, ist für das Genre ‚Romantischer Thriller‘ schlichtweg nicht gemacht. Dementsprechend bleibt die erhoffte Spannung in dem Krimi auch aus.“